# تاريخ الطب البديل
يشير تاريخ الطب البديل إلى تاريخ مجموعة متنوعة من الممارسات الطبية التي رُوج لها مجتمعةً باسم «الطب البديل» بدءًا من السبعينيات، أو يشير إلى مجموع التواريخ الفردية لأفراد تلك المجموعة، أو إلى تاريخ الممارسات الطبية الغربية التي صنفت «كممارسات غير نظامية» من قبل المؤسسة الطبية الغربية ويشمل تاريخ الطب التكميلي والطب التكاملي.
«الطب البديل» هو عبارة عن مجموعة متنوعة واسعة التعريف من المنتجات والممارسات والنظريات التي لمس مستخدموها أنها تملك تأثيرات طبية علاجية ولكن هذه التأثيرات لم تستند إلى أدلة مجموعة بطرق علمية، وليست جزءًا من الطب الحيوي وتتناقض مع الأدلة العلمية أو العلوم المثبتة. الطب الحيوي هو جزء من العلوم الطبية يطبق مبادئ التشريح والفيزياء والكيمياء والبيولوجيا وعلم وظائف الأعضاء والعلوم الطبيعية الأخرى على الممارسة السريرية، مستخدمًا الأساليب العلمية لإثبات فعالية تلك الممارسة.
جرى تطوير جزء كبير مما يصنف حاليًا كطب بديل في شكل نظام طبي مستقل وكامل قبل فترة طويلة من استخدام الطب الحيوي واستخدام الأساليب العلمية. طُور هذا النظام في مناطق معزولة من العالم كان تواصلها الطبي مع الطب الغربي قبل العلم الحديث، أو حتى كان تواصلها مع الأنظمة الأخرى ضعيفًا أو معدومًا. ومن أمثلة ذلك الطب الصيني التقليدي ونظرية الأخلاط الأربعة الأوروبية وطب الأيورفيدا الهندي.
نشأت ممارسات أخرى من الطب البديل، مثل المعالجة المثلية في أوروبا الغربية اعتراضًا على الطب الغربي، في الوقت الذي كان فيه الطب الغربي يعتمد على نظريات دوغمامية غير علمية فرضتها السلطات الدينية الغربية. تطورت المعالجة المثلية قبل اكتشاف المبادئ الأساسية للكيمياء التي أثبتت أن العلاجات المثلية لا تحوي شيئًا سوى الماء. لكن العلاجات المثلية، بعلاجاتها المكونة من الماء، لم تكن ضارة مقارنة بالطب الأرثوذكسي الغربي غير العلمي الخطير الذي كان يمارس في ذلك الوقت، والذي تضمن استخدام السموم واستنزاف الدم، والتي أدى في كثير من الأحيان إلى تشوه دائم أو إلى الموت.
طُورت ممارسات بديلة أخرى مثل المعالجة اليدوية والطب التقويمي الأوستيوباثي (هكذا وردت ترجمته ضمن مقال سابق على ويكيبيديا) في الولايات المتحدة في الوقت الذي بدأ فيه الطب الغربي في دمج الأساليب والنظريات العلمية، لكن نموذج الطب الحيوي لم يكن قد سيطر بشكل كامل بعد. تعتبر كل من ممارسات المعالجة اليدوية والطب التقويمي الأوستيوباثي، غير قانونية من قبل المؤسسة الطبية، إضافةً لأنها تتعارض مع بعضها البعض بلاغيًا وسياسيًا فيما يخص تشريعات الترخيص.
أضاف ممارسو تقويم العظام إلى ترخيصهم دورات وتدريب في مجال الطب الحيوي. بدأ حاملو شهادة طب العظام الحائزون على ترخيص في تقليص استخدام الأصول غير العلمية في هذا المجال، ويمكن اعتبارهم الآن مثلهم مثل الطب الحيوي إذا حذفنا الممارسات والنظريات الأصلية. حتى سبعينيات القرن العشرين، أُشير إلى الأطباء الممارسين الغربيين الذين لم ينتسبوا إلى المؤسسة الطبية باسم «الأطباء الممارسين غير الشرعيين»، ورُفضوا من قبل المؤسسة الطبية بوصفهم غير علميين أو مشعوذين. ازداد تهميش الممارسات غير النظامية مثل الدجل والشعوذة، عندما ازداد تضمين الطب الغربي للأساليب والاكتشافات العلمية، وما لاقه في المقابل من زيادة في نجاح علاجاته.
في سبعينيات القرن العشرين، جُمعت الممارسات غير النظامية مع الممارسات التقليدية للثقافات غير الغربية وغيرها من الممارسات غير المؤكدة أو غير المثبتة التي لم تكن جزءًا من الطب الحيوي، ضمن مجموعة رُقيت تسميتها إلى «الطب البديل». في أعقاب حركة ثقافة الستينات المضادة، روجت الحملات التسويقية المضللة للطب البديل كبديل فعال للطب الحيوي، ومع تغير الاتجاهات الاجتماعية حول عدم استخدام المواد الكيميائية، مُشكلة تحدي حساس لأي نوع من المؤسسات والسلطات لإعطاء قيم ومعتقدات وممارسات الثقافات الأخرى نفس القدر من الأهمية من خلال النسبية الثقافية وإضافة فلسفة ما بعد الحداثة والتفكيكية (هكذا وردت ترجمتها في ويكيبيديا) إلى طرق التفكير بالعلوم وأوجه النقص فيها. ومع ازدياد إحباط ويأس المرضى بسبب القيود والآثار الجانبية للطب المسند للعلوم، بدأ ازدياد استخدام الطب البديل في الغرب، ثم بدأ النمو الهائل في التسعينيات عندما بدأت شخصيات سياسية رفيعة المستوى بالترويج للطب البديل، وبدأوا في تحويل أموال الأبحاث الطبية الحكومية لصالح أبحاث الطب البديل والطب التكميلي والتكاملي.

## الإعداد المهني الطبي
في أواخر القرنين الثامن عشر والتاسع عشر، أصبح بالإمكان التفريق بين الممارسين الطبيين النظاميين وغير النظاميين بوضوح في معظم أنحاء أوروبا، تم تحقيق ذلك في جزء منه من خلال عمليات التنظيم الطبي التي أقرتها الدولة.  عكست الأنواع المختلفة من الأسواق الطبية التنظيمية التي نشأت في أوروبا وأمريكا في القرن التاسع عشر اختلاف الأنماط التاريخية لبناء الدولة. في الدول التي تتمتع تقليديًا بسلطة مركزية قوية مثل الولايات الألمانية، تولت الحكومة التحكم بالتنظيم الطبي بسهولة أكبر. في الدول التي مارست سلطة مركزية أضعف واعتمدت نموذج السوق الحرة، كما هو الحال في بريطانيا، فرضت الحكومة تدريجيًا سيطرة أكبر على التنظيم الطبي كجزء من تزايد تركيز الدولة على قضايا الصحة العامة. كانت هذه العملية معقدة بشكل كبير في بريطانيا بسبب استمرار وجود الكليات الطبية التاريخية. لوحظت عملية مشابهة في أمريكا منذ سبعينيات القرن التاسع عشر، لكن غياب الشركات الطبية هناك سهل هذه العملية. طوال القرن التاسع عشر، تقاربت معظم الدول الغربية لإنشاء أسواق طبية محددة قانونيًا وشبه محمية. في هذه المرحلة يظهر الطب الرسمي، الذي أُنشئ بالتعاون مع الدولة ويستخدم خطابًا شرعيًا علميًا، ويبرز بهيئة كيان يمكن تمييزه ويصبح مفهوم الطب البديل فئة تاريخية قابلة للتطبيق.
ربما تقدم فرنسا واحد من أولى الأمثلة على ظهور الأرثوذكسية الطبية التي أقرتها الدولة - وبالتالي شروط تطوير أشكال الطب البديل أيضًا - والتي يمكن تتبع بداياتها حتى أواخر القرن الثامن عشر. بالإضافة إلى الكليات الطبية الفرنسية التقليدية والتسلسلات الهرمية المعقدة للممارسين الذين يترأسونها، دعمت الدولة بشكل متزايد المؤسسات الجديدة، مثل الجمعية الملكية للطب التي تلقت ميثاقها الملكي في عام 1778، والتي لعبت دوًرا في ضبط الممارسة الطبية وبيع الأدوية الطبية المزيفة.
تغير هذا النظام بشكل جذري بالمراحل الأولى من الثورة الفرنسية عندما أُزيلت كل من الكليات التقليدية والمؤسسات الجديدة تحت الرعاية الملكية وتم إنشاء سوق طبي كامل غير نظامي. تحسن هذا الوضع الفوضوي في ظل ضرورات الحرب عندما فرضت الدولة في عام 1793 سيطرة وطنية على التعليم الطبي، وفي حكم نابليون في عام 1803 امتدت سيطرة الدولة لتشمل منح الترخيص للممارسين الطبيين. قدم هذا التغيير الأخير تقسيمًا هرميًا جديدًا بين الأطباء الممارسين بهدف إنشاء نخبة طبية من الأطباء والجراحين الخريجين، الذين أُعطيت لهم حرية ممارسة المهنة في جميع أنحاء الولاية، والموظفون المتواضعون الذين تلقوا تدريباً أقل، سُمح لهم بتقديم خدماتهم للفقراء فقط، وكانوا مقيدين بأماكن محددة يسمح لهم بممارسة المهنة ضمنها. صُدر هذا النظام الوطني للتنظيم الطبي الخاضع لسيطرة الدولة، إلى مناطق الفتح النابليونية مثل إيطاليا وراين لاند وهولندا، وأصبح نموذجًا في الغرب وفي البلدان التي تعتمد أنظمة طبية غربية. وعلى الرغم من أنها توفر حماية من قبل الدولة للأطباء المرخصين وتنشئ احتكار الطب في مبادئها إلا أنها لم تستطع التخلص من منافسة الممارسين غير القانونيين.